# Käbi Laretei
Käbi Alma Laretei, gift Bergman och Laretei Bergman (estn. uttal [kébi laretei]), född 14 juli 1922 i Tartu i Estland, död 31 oktober 2014 i Stockholm, var en estnisk-svensk pianist och författare.

## Biografi

### Barndomen och Estland
Lareteis far Heinrich Laretei var i början av 1920-talet Estlands inrikesminister och mellan 1935 och 1940 envoyé för de skandinaviska länderna med säte i Stockholm. Vid Sovjetunionens ockupation 1940 stannade familjen i exil i Sverige. Det skulle dröja nästan 50 år innan Käbi Laretei kunde återvända till sitt forna hemland Estland. Hon besökte sin barndomsstad Tallinn först 1988.

### Musikkarriären
Laretei studerade vid Tallinns musikkonservatorium samt i Sverige, Tyskland och Schweiz, bland annat för Edwin Fischer. I slutet av 1940-talet studerade hon även komposition för Eduard Tubin. Hon debuterade i Stockholms konserthus 1946. Hennes karriär blev omfattande och internationell och hon samarbetade bland annat med Igor Stravinskij, Paul Hindemith och Eduard Tubin. Hon uruppförde Gösta Nystroems, Moses Pergaments och Hilding Rosenbergs pianokonserter samt Lars-Erik Larssons concertino.
Från 1960- till 1980-talet gjorde Laretei även kulturprogram för SVT som både producent, programvärdinna och i förekommande fall pianist. Hon hade egna tv-serier och gav konserter i Carnegie Hall och Vita Huset. Hon gjorde skivinspelningar för bolagen Philips, Cupol och Proprius. Laretei medverkade med musik i fem filmer av Ingmar Bergman, som hon var gift med på 1960-talet. Hon var från 1968 ledamot av Kungliga Musikaliska Akademien. 
Efter Estlands självständighet 1991 gav hon konserter i Tallinn och Tartu. Åren 1991–2001 var hon styrelseledamot i Estniska Nationella Kulturfonden.

### Författaren
Laretei gav ut flera böcker, varav många självbiografiska. Tulpanträdet (1983) handlar om en period hon tillbringade som internatelev hos pianopedagogen Anna Hirzel-Langenhan på slottet Berg i Schweiz. Såsom i en översättning (2004) behandlar olika teman ur hennes liv – livet i exil och återbesöken i hemlandet, musikerskapet, författarskapet, föräldraskapet samt äktenskapen med Gunnar Staern och Ingmar Bergman. Vart tog all denna kärlek vägen? (2009) skildrar Bergmans och Lareteis relation genom brev och dagboksanteckningar. Toner och passioner (2010) är skriven i samma form som Hindemiths stora pianoverk Ludus tonalis och behandlar, vid sidan av musiken, den originella relationen mellan Laretei och ett rikt äkta par som under en period fungerade som hennes impressarior i USA. Hennes böcker har översatts till estniska.

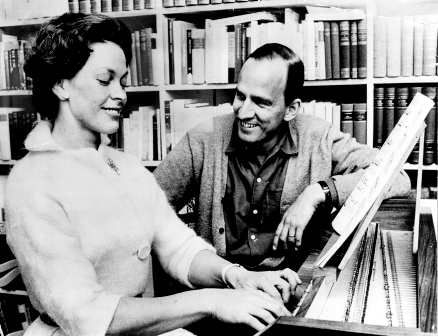
Käbi Laretei med Ingmar Bergman, 1966.

### Familj
Käbi Laretei var 1950–1959 gift med dirigenten Gunnar Staern, med vilken hon har dottern Linda Stern (född 1955). År 1959 gifte hon sig med Ingmar Bergman; från 1967 tills de skildes 1969 levde de separerade. Tillsammans fick de sonen Daniel Bergman.
Käbi Laretei är begravd på Skogskyrkogården i Stockholm.

### Priser och utmärkelser
- 1968 – Ledamot nr 734 av Kungliga Musikaliska Akademien
- 1972 –  Ledamot av Vasaorden
- 1978 – Litteris et Artibus[9]
- Statlig inkomstgaranti för konstnärer[10]

## Verk

### Filmmusik
- 1986 – Karins ansikte

### Filmografi
- 1965 – Daniel (kortfilm av Ingmar Bergman, ingår i episodfilmen Stimulantia – dokumentära bilder av Laretei med sonen Daniel)
- 1978 – Höstsonaten (Laretei är okrediterad men hon var stand-in för Ingrid Bergman i scener där denna spelade piano. Hon bistod också med att instruera hur en konsertpianist uppträder.)[11]
- 1982 – Fanny och Alexander (som Anna von Bohlen)